# Príncipe de Beira
Príncipe de Beira es el título tradicionalmente otorgado al heredero del heredero al trono de Portugal, aunque originalmente el título se le otorgaba a la hija mayor del monarca reinante de Portugal. Ligado al título de príncipe de Beira está duque de Barcelos, como heredero del duque de Braganza y príncipe de Brasil (después príncipe real de Portugal). El actual titular del título es Alfonso de Santa María de Braganza, primogénito de Eduardo Pío, duque de Braganza.
El nombre del título tiene su origen en la comarca de Beira, en el centro de Portugal.

## Evolución del título
El título, como princesa de Beira, fue creado en 1645 por el rey Juan IV, como denominación de la hija mayor del monarca, sea o no, presunta heredera de la corona. A la vez creó el título de príncipe de Brasil, reservado para los primogénitos varones del monarca, presuntos herederos a la corona. Hasta entonces, el heredero real tenía el simple título de príncipe, y la hija mayor del monarca solo lo recibía si no tenía hermanos varones.
El 17 de diciembre de 1734, el rey Juan V reorganiza el sistema de títulos de la familia real. A partir de entonces, tanto el título de Príncipe de Brasil como el Príncipe de Beira podría atribuirse a personas de ambos sexos. Se convirtieron en príncipes de Brasil todos los presuntos herederos al trono, mientras que el título de Príncipe de Beira pasa al heredero del príncipe de Brasil (segundo en la línea de sucesión a la Corona). Bajo el nuevo sistema, la primera princesa de Beira era la nieta recién nacida de Juan V, María Francisca, futura reina María I. El primer príncipe de Beira varón fue José de Braganza, el hijo de la entonces princesa real María Francisca.

## Lista de príncipes de Beira

### Como hija mayor del rey
- Juana de Braganza (1645-1653), hija mayor de Juan IV de Portugal.
- Catalina Enriqueta de Braganza (1653-1662), como hija mayor de Juan IV de Portugal tras la muerte de su hermana Juana. Se convierte en reina consorte de Inglaterra al casarse con Carlos II de Inglaterra.
- Isabel Luisa de Braganza (1669-1690), hija mayor de Pedro II de Portugal y presunta heredera al trono hasta el nacimiento de su hermano Juan de Braganza.
- Bárbara de Braganza (1711-1729), hija mayor de Juan V de Portugal y reina de España por su matrimonio con Fernando VI de España.

### Como hijo mayor del heredero al trono
- María de Braganza (1734-1750), primogénita de José de Braganza, presunto heredero de la corona. María después se convierte en princesa de Brasil y finalmente en reina de Portugal como María I.
- José de Braganza (1761-1788), primogénito de María de Braganza, presunta heredera del trono. Muere antes de su madre, siendo príncipe de Brasil.
- María Teresa de Braganza (1793-1795), primogénita del príncipe Juan de Braganza, presunto heredero al trono. Pierde el título al nacer su hermano Francisco Antonio, que al ser varón tenía prioridad en la sucesión.
- Francisco Antonio de Braganza (1795-1801), primer hijo varón del futuro Juan VI de Portugal. Muere antes de su padre.
- Pedro de Alcántara de Braganza (1801-1816), hereda el título tras la muerte de su hermano Francisco Antonio. Se convierte sucesivamente en príncipe real del Reino Unido de Portugal, Brasil y Algarves, emperador de Brasil y rey de Portugal.
- María de la Gloria de Braganza (primera vez:1819-1821), primogénita de Pedro de Alcántara, pierde el título al nacer su hermano Juan Carlos de Braganza.
- Miguel de Braganza (1820), primer hijo varón de Pedro de Alcántara, nacido muerto. Es considerado por algunos príncipe de Beira.
- Juan Carlos de Braganza (1821-1822), hermano de Miguel de Braganza. Muere prematuramente, regresando el título a su hermana María de la Gloria.
- María de la Gloria de Braganza (segunda vez1822-1826), recupera el título tras la muerte de su hermano Juan Carlos. Posteriormente se convierte en reina de Portugal como Maria II de Portugal.
- Luis Felipe de Braganza (1887-1888), como primogénito del príncipe Carlos, presunto heredero al trono. Después se convierte en príncipe real.

### Como pretendientes al trono
- María Pía de Sajonia-Coburgo Braganza (1907-1995), como hija bastarda del rey Carlos I de Portugal, pretendiente al trono como María III.